# W.C.カラス
W.C.カラス（ダブリュー・シー・カラス、(1964年5月21日 - ）は、日本のシンガーソングライター。富山県で樵（木こり）を生業としながら歌っている。
ブルースを基本にしつつも、その音楽にはパンク、フォークソング、ニューオーリンズ音楽、文学、映画など幅広いエッセンスが感じられる。ソロのほかバンドWILD CHILLUNでも定期的に活動している。

## 来歴
2013年春、モアリズムのナカムラのプロデュースにより、48歳にしてクニタチ☆レコードより『W.C.カラス』でデビュー(Pヴァインにて再リリース)。ブルース&ソウル・レコーズ誌でも2号連続で特集が組まれるなど、大きな話題を呼んだ。「ブルース界の革命児」、「W.C.カラスの登場は2013年の日本のブルース・シーンにとって、事件とも言っていい」として絶賛される。
2013年12月『ブルース&ソウル・レコーズ』誌年間ベスト・アルバム2013にW.C.カラスが選出される。
2014年7月　ブルース＆ソウル・レコーズ創刊20周年記念、TOKYO BLUES & SOUL SHOW 2014出演。吾妻光良、ズクナシと共演。
2015年4月　中央FM、FMとなみで「W.C.カラスの駄々漏れブルースアワー」開始。
2015年8月26日　セカンド・アルバム『うどん屋で泣いた』をPヴァイン・レコードからリリース。
女優の室井滋から推薦の言葉を受ける。

2015年8月31日　iTunes ブルースソングチャートで「うどん屋で泣いた」が1位を獲得。翌9月には同曲がFM香川「JOY-U CLUB」の月間エンディング・テーマに選ばれている。
2015年12月、女優・室井滋との共作名義で『信じるものなどありゃしない』をPヴァインよりリリース。渋谷O-Nestでズクナシ、モアリズム、室井滋と共にリリース記念ライブ。
2016年1月、北日本放送の「いっちゃんピープル」、「KNBニュースevery　金曜ジャーナル」と2度にわたってドキュメンタリーが放送される。
2016年4月　KNBラジオで特集番組「日々を生きる歌〜木こりのブルースシンガー W.C.カラス〜」（55分）が放送される。
2016年7月　NHK東海北陸７県「日曜TUBE」で「ブルース！富山」と題したドキュメンタリーが放送される。
2016年9月　富山市フォルツァ総曲輪で「BLUES TIME」と題したワンマンコンサートを開催。チケットは完売となった。
2016年12月　完全弾き語りのサードアルバム『耐えて眠れ』をPヴァインからリリース。
2017年5月　第46回林業後継者大会2017 富山大会に、木こりのブルースシンガーとして登壇する。
2019年1月　富山新聞でエッセイ「ジグザグ漫歩」の連載を始める。
Chihanaらとロック・バンドWILD CHILLUN(ワイルドチルン)を結成。2019年4月、デビュー作『Rock & Roll Fantasy』をPヴァインからリリースした。リリースにあわせてWILD CHILLUNでの活動を活発化させ、高円寺のライブハウスJIROKICHIでマンスリー・ライブを行なうようになった。
2019年6月　富山テレビACTクラブ優秀賞を受賞する。
2020年4月　WILD CHILLUNの7インチ・シングル 『獄つなぎのアニマル／Hot Dog Blues』をPヴァインからリリース。
2021年1月　「富山発　歌い続ける56歳」がNHKとやまの「とやまここから」、NHK総合のNHKニュース「おはよう日本」ほかで放送される。

## W.C.カラスの由来
「W.C.」は「Wild Child」の略で、ブルース・ハーモニカ･プレイヤー、ワイルド・チャイルド･バトラーに由来する。
「カラス」は、髪も顔も人に比して黒いところから友人によって名づけられた。

## アルバム

### ソロ
- 2013年『W.C.カラス』(クニタチ、Pヴァイン PCD-21026)
- 2015年『うどん屋で泣いた』(Pヴァイン PCD-25182)
- 2015年『信じるものなどありゃしない』(Pヴァイン PCD-18808) ※室井滋との共作
- 2016年『耐えて眠れ』(Pヴァイン PCD-25215)

### WILD CHILLUN
- 2019年『Rock & Roll Fantasy』(Pヴァイン PCD-27040)
- 2022年『浮浪』(Pヴァイン PCD-27064)
- 2022年『Covers』(自主制作盤)[17]